# Fotokompozit

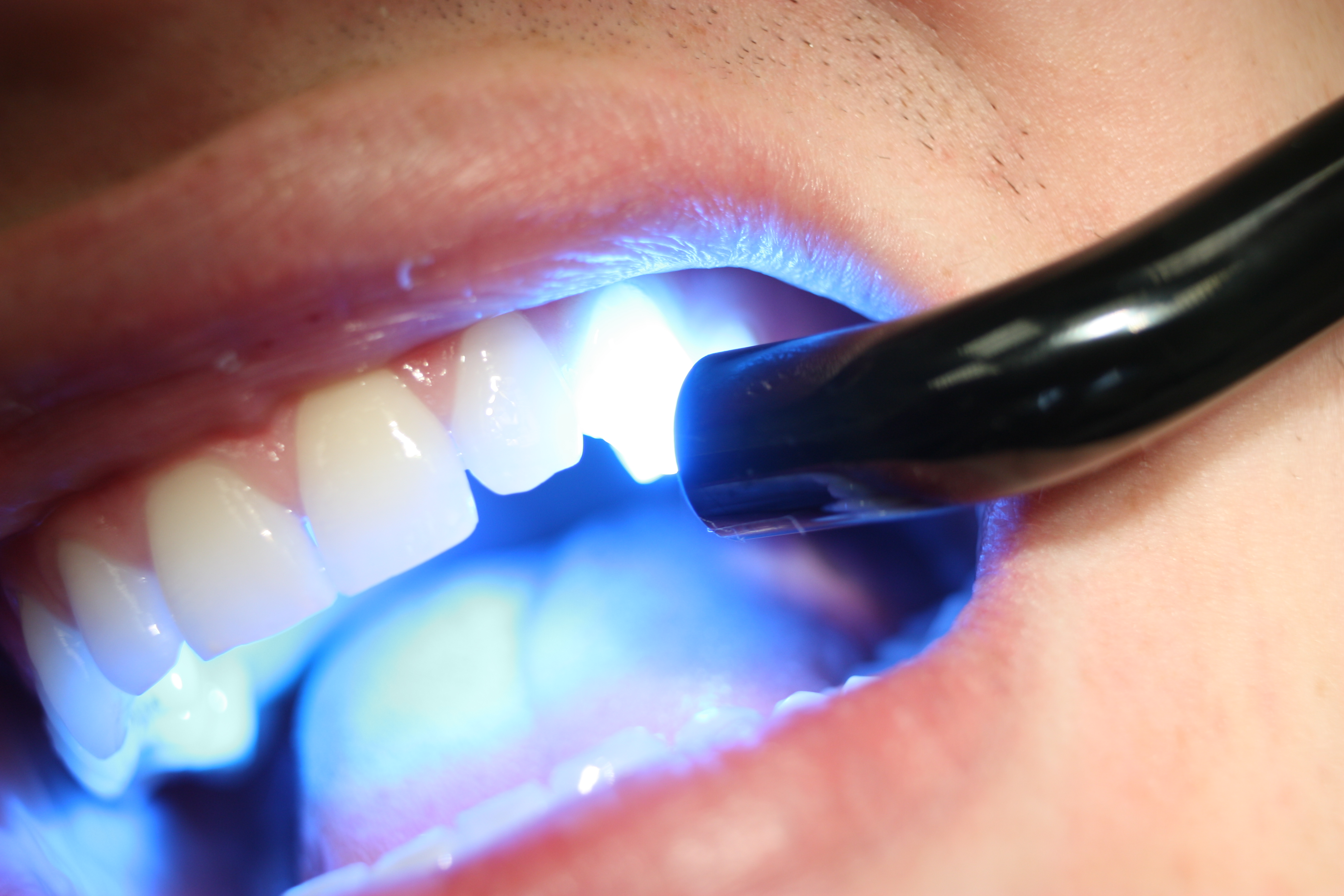

Fotokompozit je materiál používaný jako zubní výplň (tzv. bílá plomba). Je to druh syntetické pryskyřice, která se nanese do díry po zubním kazu a ozáří modrým světlem, takže dojde k polymerizaci, hmota vytvrdne a spojí se se zubovinou. Fotokompozit nesmí zvlhnout, proto je při plombování nutné odsávat sliny. Výhodou fotokompozitu oproti kovovému amalgámu je nevodivost, zdravotní nezávadnost a také estetické hledisko – má stejnou barvu jako zuby. Nevýhodou je vysoká pořizovací cena (není hrazen pojišťovnou) a relativně krátká životnost spojená s nižší mechanickou odolností. Nejnovější fotokompozitní materiály nicméně již disponují dobrými mechanickými vlastnostmi, proto se běžně používají i na stoličky.